# 丸物
丸物（まるぶつ）とは、かつて全国的に店舗展開していた百貨店の一つである。本店は京都府京都市下京区で、のちの近鉄百貨店京都店にあたる。法人格は現在の近鉄百貨店に引き継がれている。
本項目では当社の後身である京都近鉄百貨店（きょうときんてつひゃっかてん）についても述べる。

## 概要

### 創業から東海地方進出

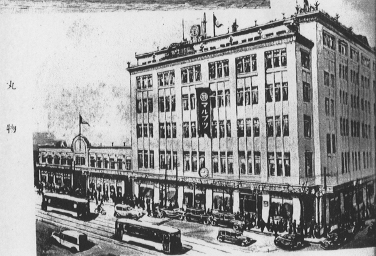
1932年ごろの京都本店（野中凡童『大京都志』東亜通信社）

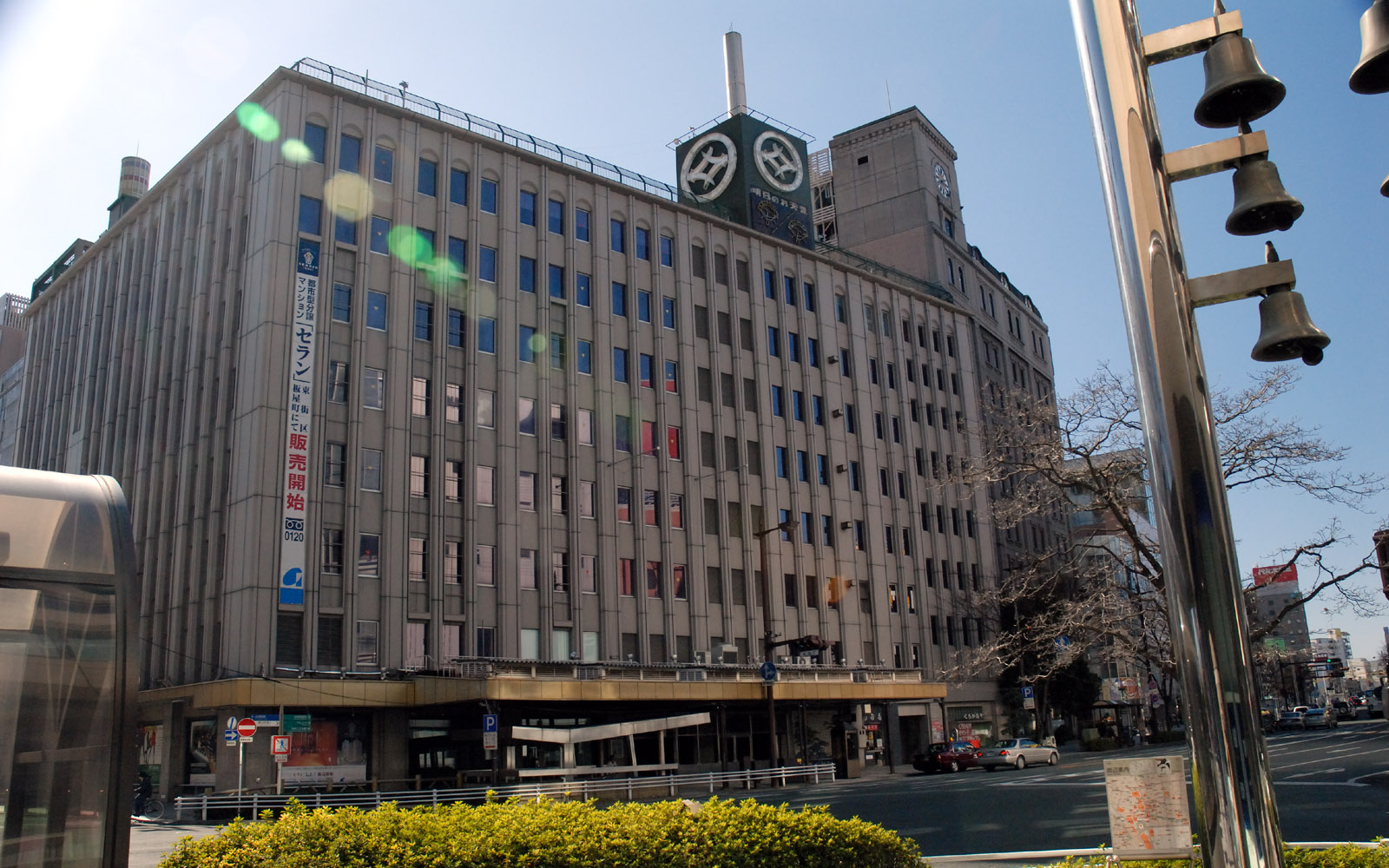
谷政二郎が創業した松菱

実家・「中林呉服店」の一員として京都駅前の「名産館」に出品していた中林仁一郎（なかばやし・にいちろう）が1920年（大正9年）1月に京都駅烏丸口の東本願寺保有地へ進出して、土産物店「京都物産館」を設立したのが始まりである。
1926年（大正15年）10月には既存の旧館の北隣に6階建の京都物産館新館を完成させ、百貨店形態の店舗を開設した。1928年（昭和3年）には昭和天皇の即位の礼に合わせて7階建てに増床し、6階の一部をNHK大阪放送局京都演奏所に貸し出すなど即位関連の行事にも使用させた。翌1929年（昭和4年）には「京都物産館」を日本百貨店協会の前身組織に加盟させ、西陣分店を開店。続いて、1930年（昭和5年）6月には京都物産館の名称のまま、岐阜市柳ヶ瀬に支店を開店して多店化に乗り出し、1931年（昭和6年）にはそのマーク（○の中に物産館の「物」）から「丸物」に商号を変更すると共に豊橋市広小路の「物産館」の経営を引き継いで「豊橋丸物」を開業している。
また、この頃から百貨店の支店開設に関する法規制ができたため、直営の支店に加え、系列百貨店の設立にも乗り出した。中林仁一郎の実弟で創業以来丸物の役員でもあった谷政二郎が1937年（昭和12年）に浜松市へ「松菱」を開業したほか、中林仁一郎自身も1939年（昭和14年）5月20日には名古屋市に「三星（みつぼし）」を開店した。このように直営の支店と系列百貨店の設立を合わせて東海地方での店舗展開を積極的に行った。「三星」は戦時中の経営規制のため、老舗の百貨店「十一屋」と経営統合し、「丸栄」となったが、戦後も仁一郎の息子が社長に就任するなど当社がイニシアチブを発揮した。
一方、本店が7階建てとなったころ、髙島屋がその向かいに「十銭ストア」を出店しており、対抗して9銭マーケットを開設するなど、値下げ競争を実施した。「十銭ストア」撤退後もこのコーナーがしばらく残っていたため、丸物は安い買い物をする場所と認識され、各支店でもセールを乱発するなどイメージの変化はできず、百貨店らしい非日常感や高級感を持たせられなかった。

### 戦後の全国展開
中林仁一郎は太平洋戦争前の時点で、後年の「東海道メガロポリス」のような思想として、百貨店の多店化を構想した。その実現のため、戦後は大垣市にあった「マルイ」（東京の月賦百貨店だった丸井とは無関係）を傘下に入れた大垣支店や、他の百貨店が存在しなかった京都府北部の舞鶴市に舞鶴支店を開設するなど店舗展開を進めた。この2店舗は軌道に乗らず、10年足らずで閉鎖に至った。しかし、戦災で焼失した八幡市中央区（現在の北九州市八幡東区中央町）の「九州百貨店」を再建して1954年（昭和29年）に「八幡丸物」を開業したことで、九州地方にも店舗を構えるようになった。
東京では1954年（昭和29年）10月に池袋ステーションビル（パルコの前身）に資本参加し、事業目的をホテルを入居させるステーションビル運営から百貨店業に変更した。続いて、同ビルが完成する前に1955年（昭和30年）には新宿三丁目の「新宿ストアー」を買収して「新宿丸物」を開業することで東京に進出し、全国チェーンストア化が完成した。
1957年（昭和32年）12月には池袋駅に「東京丸物」を新築開店し、本格的に東京進出を図った。これを記念して、丸物各店に「名古屋丸栄」 「浜松松菱」 「沼津松菱」「津松菱」や「甲府松菱」も合わせ、「10都市を結ぶ躍進まるぶつ」として雑誌などに広告を出している。

### 経営悪化
東京進出直後の1960年（昭和35年）4月に、全国展開の指揮を執ってきた創業者・中林仁一郎社長が70歳で急逝して強力なリーダーを失った。百貨店法の成立による出店難もあり、後述の「ひらかた丸物」を除いて出店ができなくなってしまうばかりか、店舗の閉鎖・売却に追い込まれてしまう。仁一郎の死を受けて長男の中林仁良が社長に就任し、経営再建に取り組むこととなった。
東京初進出だった新宿丸物は、ストリップ劇場の『新宿ミュージックホール』が入居し続けたことや狭い面積による品揃えの悪さによる悪い評判から売上が低迷し、1965年（昭和40年）11月に閉店に追い込まれた。池袋駅の「東京丸物」も百貨店法施行後の開店だったため、大丸東京店（東京駅）や阪急百貨店（大井町・数寄屋橋）と異なり、売場面積が当初構想の半分に削減されるなど、西武百貨店や東武百貨店、三越といった競合他店に比べてハンディを負った結果、売上は伸び悩み、西武百貨店との提携を経て1969年（昭和44年）6月に閉店し、東京からの完全撤退を余儀なくされた。同じ1969年（昭和44年）には「八幡丸物」の閉店で九州からも撤退し、京都と東海地方のみに展開する初期の店舗網へ縮小した。

### 近鉄グループ入り
この当時は商社がメーカーから百貨店・小売業までを傘下に入れて流通産業の支配をもくろんでいた。その一環で伊藤忠商事が当社に資本・業務提携を持ち掛け、1962年（昭和37年）に応じている。丸物と伊藤忠は合弁でスーパーマーケット「マックストア」の展開などを行ったものの、業務提携はうまく行かなかった。伊藤忠は出資の引き上げを考えたが、丸物では単独での経営再建が難しいので新たな提携先を求めた。
一方、近畿日本鉄道は沿線に百貨店を大阪に2店舗（直営の阿倍野店と上本町店）、三重県に1店舗（株式会社四日市近鉄百貨店）展開していたが、京都には店舗がないため、丸物との関係を求めた。同社は伊藤忠の株を引き取る形で1966年（昭和41年）4月に丸物への資本参加を行っている。近鉄が単身赴任させた橋本達吉が2年後に丸物本店の店長に就任し、丸物の再興に取り組んだ。
1975年（昭和50年）4月1日には近畿地方初の本格的な支店として、大阪府枚方市の京阪枚方市駅前に「ひらかた丸物」をオープンしている。ただし、運営会社「枚方丸物」は近鉄の出資も受けているほか、社長の永岡孝二も大阪電気軌道→近畿日本鉄道百貨店部の出身であり、これは近鉄グループとしての出店であった。
豊橋丸物も店舗拡張に伴う本社との対立から、「パルコ」と同じセゾングループ傘下に入り、西武百貨店の「豊橋西武」となった。このため、同じ近鉄グループで非上場だった近鉄百貨店（1972年、近畿日本鉄道から分社化）や業務提携を行った（後述）そごうより小規模で、別会社の「ひらかた丸物」を別にすると、京都本店・岐阜店のみを営業する地方百貨店になった。しかも、岐阜店の近傍には髙島屋がハイランドグループ加盟百貨店だったヤナゲンと共同で「ヤナゲン髙島屋」の出店を計画しており、さらなる業績悪化も懸念された。一方、本店周辺では京都市電の廃止に伴い、代替手段の地下鉄や都心機能を高める地下街の建設など再整備の機運が高まっており、状況が変化していった。

### そごうとの提携
経営危機に対して、伊藤忠商事や近畿日本鉄道のほか、当時店舗網を拡大していた「そごう」との提携を模索する動きもあった。
当社で部長を務めていた鍛冶という人物が、そごうの社長・水島廣雄に業務提携を要請した。すると、水島は第一段階として、担当者を通じて2社間の共同配送を呼び掛けた。そごうが大阪（心斎橋）・神戸・東京の3店舗に対し、丸物は京都・岐阜・豊橋と大都市の店舗が少なく、丸物側にメリットが大きかった。
近鉄傘下に入り、後述のように「京都近鉄百貨店」と改称する際、鍛冶が水島の意向を尋ねた。水島はそごう側から共同配送をやめるつもりはなく、「お客様のご便宜を考えればそう考えるのが当然でしょう」と述べた。このため、共同配送はその後も続けられた。

## 京都近鉄百貨店

### 近鉄グループとしての社名変更
ブランドイメージの一新を図って、近鉄流通グループとしてのスケールメリットを生かすため、中林仁良と橋本達吉が店名変更に合意した。その結果、1977年（昭和52年）5月27日には本体の「丸物」が「京都近鉄百貨店」（略称：京都近鉄）、「ひらかた丸物」と運営会社の枚方丸物も「枚方近鉄百貨店」と改称し、「丸物」の百貨店名称は消滅した。
業務上は引き続き京都本店を「本店」と呼び、岐阜支店については「岐阜店」と呼んだものの、対外的には前者を「京都近鉄百貨店」または「京都店」「京都近鉄」、後者を「岐阜近鉄百貨店」「岐阜近鉄」「近鉄岐阜」と呼んだ。また、看板などには「近鉄百貨店」と同じマークやロゴを掲げ、消費者には「近鉄百貨店」の1店舗として扱われるようになった。顧客や周辺住民には引き続き「丸物」の名称が用いられたほか、子会社「丸物フードサービス」の社名変更で「丸物」の商号は維持された。
商号変更をきっかけに、かつてのグループ店である丸栄や松菱との商品券交流を取りやめ、8月からは三越やさいか屋、井筒屋など「三越グループ店」の百貨店との商品券交流を始めた。ただし、その後も（浜松）松菱が2001年（平成13年）に倒産するまで、少なくとも（浜松）松菱や丸栄と当社は株式の相互保有を続けていたほか、（浜松）松菱や津松菱も三越との提携を行っていた。
近鉄百貨店同様、鉄道との一体感を意識した経営やプロ野球球団（近鉄バファローズ）優勝セールの実施を行うようになった。特に大丸や髙島屋、藤井大丸といった呉服系百貨店発祥の地である京都市においては、店名変更の前年に開業した阪急百貨店の四条河原町阪急とともに京都近鉄の手法が電鉄系デパートのユニークな商法として注目された。

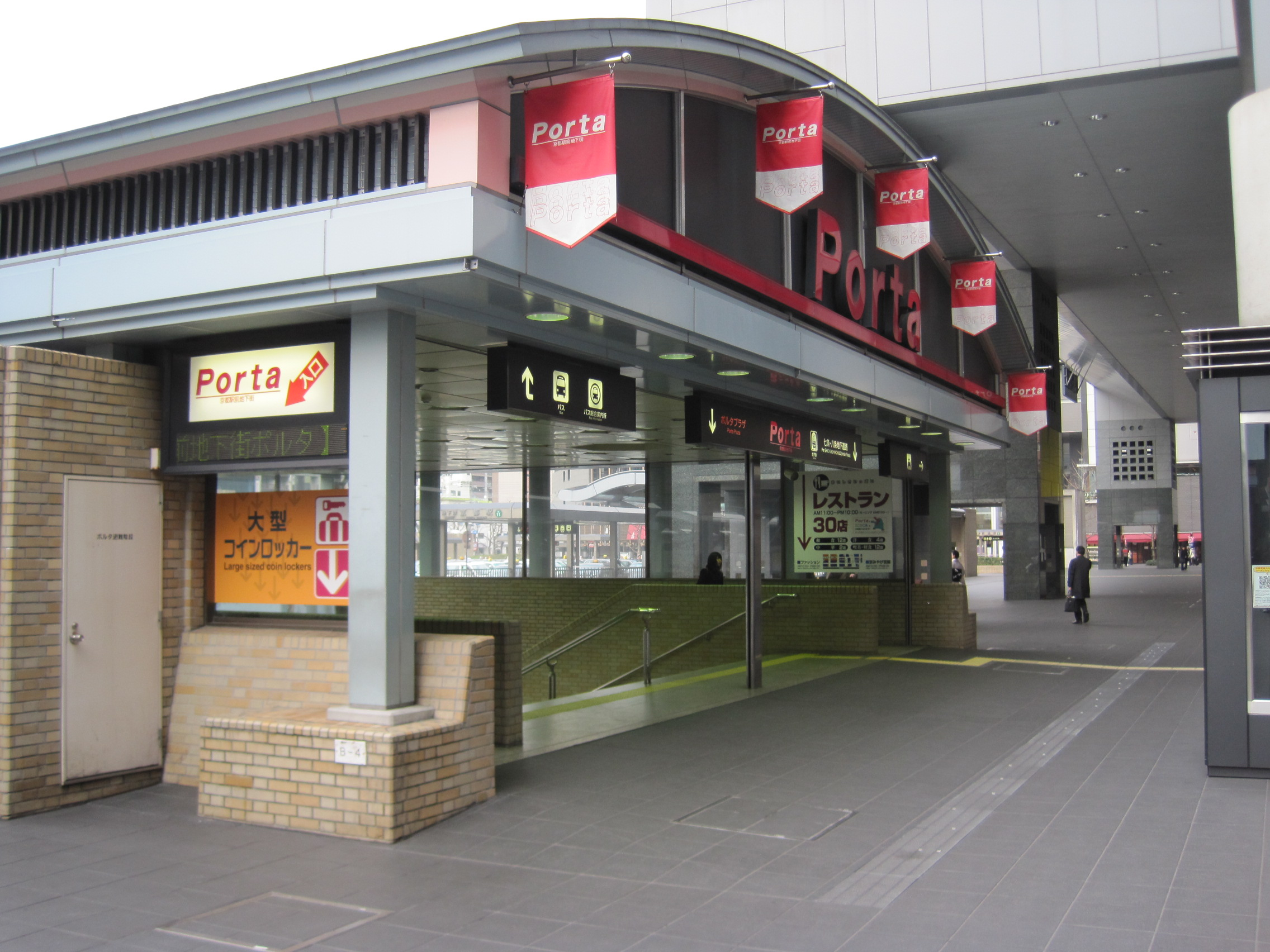
京都駅前地下街ポルタ

創業60周年に当たる1980年（昭和55年）には京都駅前地下街ポルタ、翌1981年（昭和56年）には京都市営地下鉄烏丸線の京都駅 - 北大路駅間の開業、地下街や地下鉄京都駅からの連絡通路の完成によって京都駅烏丸口周辺には都心機能が集積し、1980年11月の改装や160台収容の駐車場の建設などと合わせて、京都店は主力店舗としての地位を確立した。岐阜店も1977年12月の専門店街「近鉄アミコ」開業や改装によって新しく生まれ変わった。
バブル経済による消費の高級化を受け、当社でも対応を進めた。1991年にはフランスの高級レストラン「ボーマニエール」ブランドのインショップを導入した。これは同じ近鉄グループで京都市発祥の都ホテルに調理指導をしている縁で、9月から京都店、続いて岐阜店へ導入し、中元商戦にも導入を図るなど、独自色を打ち出した。また、近鉄百貨店や和歌山近鉄百貨店と同様、大規模小売店舗法が緩和されることで郊外へもショッピングモールなどの進出が相次ぐ中、主要営業エリアである京都府・滋賀県・岐阜県において、ギフトショップ機能をメインにした衛星店（サテライトショップ）の展開も進めた。
なお、1982年に開業した「京都ファミリー」内の西京都店（京都市右京区）と、1996年に開業した「MOMO」内の桃山店（京都市伏見区）は京都近鉄百貨店ではなく、旧近鉄百貨店の直営店だった。

### ジェイアール京都伊勢丹対策
建て替えられる京都駅ビルへは当社が出店したいとしていたが、これは実現せず、1997年（平成9年）にJR西日本と伊勢丹の合弁でジェイアール京都伊勢丹が開業することが決定した。大丸や髙島屋といったライバルも増床を行っているため、当社でも対応策が必要となり、近鉄百貨店阿倍野店の増床・リニューアルを成功させた髙田多喜男が社長に就任した。1995年（平成7年）3月4日 には京都店の大規模増床が完成し、「心に華のある暮らし」と生活好感百貨店をテーマにして固定客の増加に取りくんだ。これまで京都南部に限られていた商圏が一時は四条通周辺に拡大し、1996年2月期の売上高は約470億円を記録している。

### 草津出店

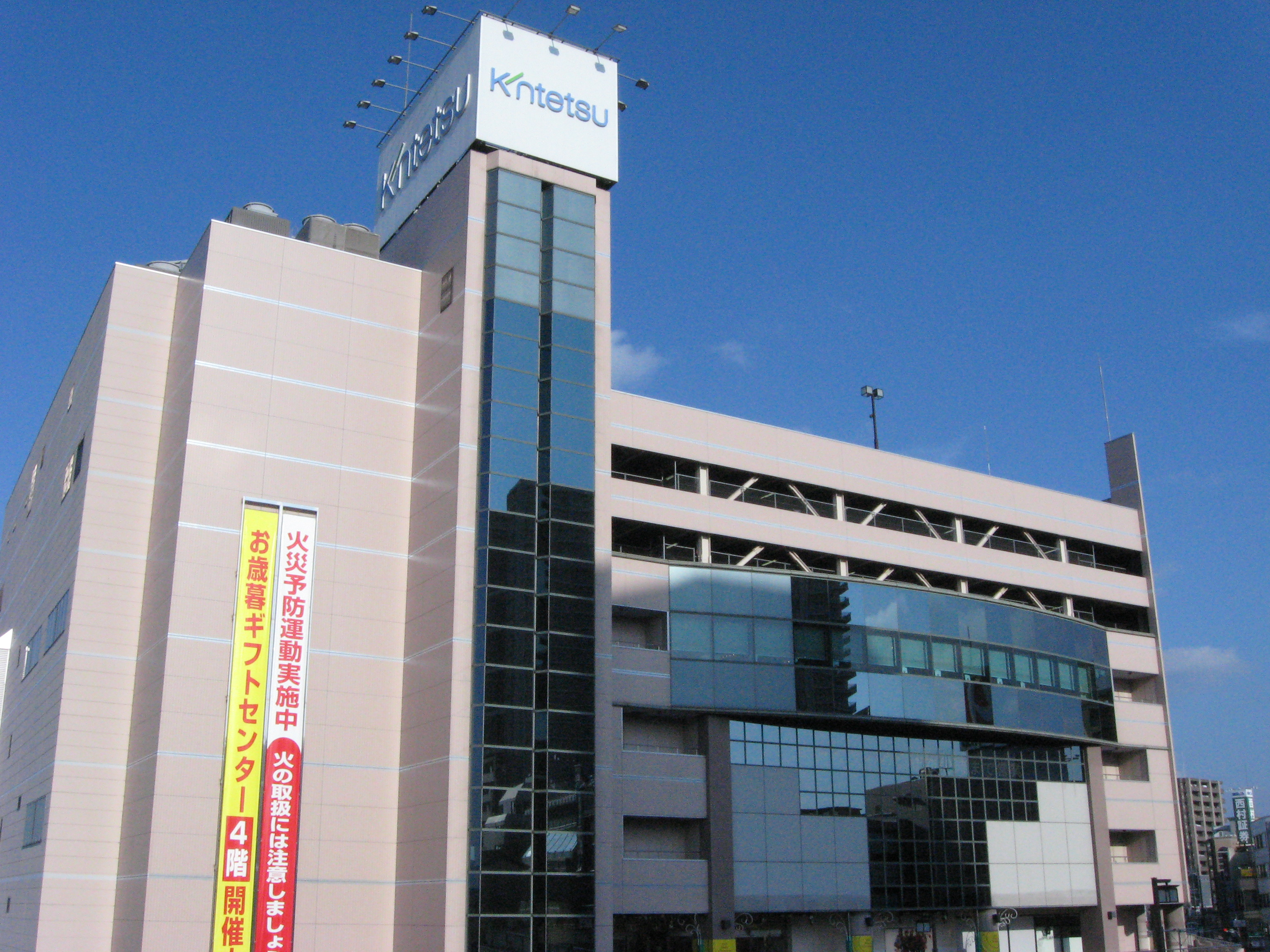
草津近鉄百貨店

1978年（昭和53年）に外商出張所を置くなど、滋賀県草津市を本店の二次商圏として重視していた。草津駅前再開発にあたり、近鉄不動産が建築するマンション「ローレルコート」の建設に加え、当社出資の株式会社草津近鉄百貨店が運営する草津近鉄百貨店を1997年（平成7年）9月5日に開業した。草津駅直結の立地なども寄与して好調で、売上目標通りの年商120億円を達成した。その後も売上が伸び続け、県内唯一の百貨店だった西武百貨店大津店（西武大津ショッピングセンター）の年商を上回り、滋賀県における地域一番店となった。
草津近鉄百貨店は丸物時代から続く京都近鉄百貨店（京都本店）・岐阜近鉄百貨店（岐阜店）と共に兄弟店として運営され、クレジットカードや友の会などの各種サービスも共通で新人研修も合同、「ボーマニエール」の導入も行われた。しかし、「ひらかた丸物」として開業した枚方近鉄百貨店は「ボーマニエール」こそ導入されたが、当社のハウスカード「カトレヤカード」も使用できないなど距離を置き、1998年（平成10年）に「株式会社近鉄百貨店」に合併している。これは当社を救済するための近鉄百貨店の経営基盤強化が目的であった。

### リストラの断行
「株式会社京都近鉄百貨店」は上記のような対策を取ったものの、京都本店が過去最大の約470億円を売り上げた1996年2月期も含めて1995年2月期からずっと営業損益、経常損益とも赤字が続いた。1998年2月期には20億2700万円の営業赤字と19億3900万円もの経常赤字を記録している。このため、黒字化を目標としたリストラを繰り返した。
1998年度には1999年2月期の営業黒字化を目指して、早期退職を50人募集し、社員の出向・新規採用凍結も併せて社員を98年期首から15%減に減らす目標を掲げた。1999年（平成11年）9月30日には競争力が低下した岐阜店を閉店し、経営資源を京都店や子会社の草津近鉄百貨店に集中した。
一方、事業のテコ入れも図り、1999年12月17日には「京都近鉄商事」を設立して人材派遣業を開始している。百貨店としての生き残りを断念し、2000年3月には京都店で大規模な改装を行い、複合商業施設「プラッツ近鉄」として新装開業した。「無印良品」や「ソフマップ」といった専門店の入居を進め、伊勢丹との差別化を図った。また、同じ近鉄流通グループで、ショッピングセンター「四日市スターアイランド」「ラ・セレナ」の運営を行う「近鉄商業開発」も2000年9月に吸収合併している。
しかし、2000年2月期の決算では、当期純利益で33億1000万円の赤字で、2期連続債務超過と4期連続の無配となっており、大阪証券取引所第1部からの上場廃止も現実化していた。また、プラッツ近鉄も入店客数こそ6割増の1日平均約32,000人に増加したものの、客単価が2割減の約3800円に落ち込み、若年層が想定ほどデパ地下を利用しなかったこともあって、計画目標の売上高35%増加は達成できなかった。近畿日本鉄道も、当社に資本提供しても一時的な効果しかないと判断したため、「単独で営業黒字化したうえで、近鉄グループからの出資で債務超過を解消して上場を続ける」という経営再建のシナリオを断念した。

### 近鉄百貨店との合併
2001年（平成13年）2月28日付で株式会社京都近鉄百貨店が（旧）株式会社近鉄百貨店を吸収合併し、「（新）株式会社近鉄百貨店」となる逆さ合併を行って、京都近鉄百貨店に引き続き、（新）株式会社近鉄百貨店が大阪証券取引所第1部に上場することになった。このような合併は前年の会社法の規制緩和で上場企業がより大規模な非上場企業の合併が可能になったため行われたものの、合併後の新社長は田中太郎が（旧）近鉄百貨店から横滑りし、本社も大阪市阿倍野区に置かれたため、近鉄百貨店による救済合併といわれている。
合併直後、丸物創業者の長男・中林仁良が近鉄百貨店の取締役から降り、中林仁一郎の一族が経営陣からいなくなった。

### 丸物の店舗消滅
計画未達とはいえ、来店客数・売上とも回復しつつあったため、最後の京都近鉄百貨店社長だった小山禎三は近鉄百貨店の人材とノウハウを活用し、京都店について「丸物」の経験や発想に頼らない大胆な改革を行うことを期待していた。しかし、岐阜のように京都周辺にも郊外型商業施設も続々開業したほか、草津近鉄百貨店のように滋賀県内でも商業集積が進み、京都店の売上高は再度減少し、2005年（平成17年）2月期の売上は最盛期の半分の254億円となった。累積赤字が130億円とかさんで黒字回復のめどがつかなくなったこともあって、同年には京都店に関する不動産をヨドバシカメラに売却した。2年後の2007年（平成19年）2月28日に同店は閉店して、「京都物産館」以来87年の歴史に幕を閉じた。
さらに、近鉄傘下で開業している枚方店も、枚方市内に2店舗を構える京阪百貨店との競争、リーマン・ショックによる急激な売上の低迷、あべのハルカス近鉄本店オープンへの経営資源集中などを理由に2012年（平成24年）2月29日に閉店している。これをもって近鉄百貨店の運営する旧丸物の店舗が消滅し、「近鉄百貨店」は「京都近鉄百貨店」子会社が出店した草津店のほか、「丸物」の法人格と上場資格のみ（権利能力）を引継いだ存在として残ることとなった。

### 系列店の現在
草津近鉄百貨店は中部近鉄百貨店との合併を経て、2009年2月28日に近鉄百貨店の直営店となった。県との連携を図るほか、専門店の導入などが好評で、近鉄百貨店社長の秋田拓士が「ツタヤがオープンして草津が一番勢いがあります」というほど活況を呈している。
また、中林仁一郎の子息が役員を務めていた丸栄も2018年6月30日に閉店して、同年9月から2020年にかけて本館を解体した。一方で、谷政二郎が経営に関与した「津松菱」はその子息が引き続き営業を続けている。

## 沿革

### 丸物・京都物産館時代
- 1919年（大正8年）3月11日 - 「京都物産館」商号登記
- 1920年（大正9年）
  - 1月1日 - 「京都物産館」が京都駅前で創業
  - 2月 - 合名会社京都物産館設立
- 1926年（大正15年）10月 - 京都物産館新館が完成、名称を物産館に変更し百貨店形態の店舗を開設
- 1930年（昭和5年）
  - 4月29日 - 岐阜市内に出張所形態の支店開設
  - 6月1日 - 岐阜市柳ヶ瀬に設置した岐阜支店が開業
  - 10月 - 岐阜店に隣接する映画館旭座を買収し、売場を増床
- 1931年（昭和6年）9月21日 - 「合名会社京都物産館」を「合名会社丸物」に商号変更
- 1932年（昭和7年）10月1日 - 豊橋市清水町の「物産館」を引き継ぎ、豊橋支店を開設
- 1934年（昭和9年）
  - 9月28日 - 「合名会社丸物」を「株式会社丸物」に改組（資本金150万円）
    - 都ホテルで設立総会を行った

  - 10月1日 - 株式会社丸物の営業開始、創立記念日に定める
- 1936年（昭和11年）
  - 京都本店、8階建てに大改装
  - 藤田嗣治、東郷青児が丸物館内に設けられたアトリエで製作（「海の幸」「山の幸」「海山の幸」「丸物と女性の絵」など）
- 1937年（昭和12年）
  - 4月19日 - 株式会社松菱を浜松市に設立[2]
  - 6月1日 - 松菱が浜松初の百貨店として開店
  - 9月26日 - 名古屋市に 株式会社三星設立
- 1939年（昭和14年）5月20日 - 名古屋市に百貨店 三星（みつぼし）を開店
- 1942年（昭和17年）11月8日 - 売場の一部を供出するため西陣分店を一時閉鎖
- 1943年（昭和18年）8月27日 - 十一屋と三星との対等合併により、資本金3,100千円で株式会社丸栄を設立
- 1946年（昭和21年）
  - 10月17日 - 本店7階に丸物劇場開設
  - 12月21日 - 大垣市に大垣支店を開業
- 1947年（昭和22年） 
  - 5月1日 - 舞鶴市に舞鶴支店を開業
  - 6月1日 - 西陣分店を営業再開
  - 7月1日 - 本店、ほとんどの売場を営業再開
- 1949年（昭和24年）
  - 6月18日 - 株式会社丸物が京都証券取引所に上場
  - 7月18日 - 株式会社丸物が大阪証券取引所（現・東京証券取引所）1部に上場
  - 7月25日 - 株式会社丸物が名古屋証券取引所1部に上場
- 1950年（昭和25年）
  - 10月17日 - 舞鶴支店を閉鎖
  - 12月11日 - 豊橋支店を「豊橋丸物」に分社し、戦後の区画整理により駅前大通(現在のココラフロント・サーラタワー)に移転
- 1953年（昭和28年）2月 - 国電池袋駅ビルの建設を目的に池袋ステーションビル株式会社設立
- 1954年（昭和29年）
  - 4月 - 新宿店の前身「新宿百貨店」が区画整理で立ち退いた露天商等によって開業
  - 10月 - 池袋ステーションビルに資本参加し、事業目的をステーションビル運営から百貨店業に変更
  - 10月 - 戦災で焼失していた「九州百貨店」を傘下に入れて「八幡丸物」として開業
- 1955年（昭和30年） - 「新宿百貨店」を買収し、「新宿丸物」を開業
- 1957年（昭和32年）
  - 5月 - 「池袋ステーションビル株式会社」を「株式会社東京丸物」に商号変更
  - 12月 - 「東京丸物」開業（専務店長新藤石松）
- 1958年（昭和33年） - 「東京丸物」建物完成（設計村野藤吾）
- 1960年（昭和35年）
  - 3月24日 - 68歳の中林仁一郎社長が京都府立医科大学附属病院で亡くなる。
  - 4月 - 中林仁一郎の長男・中林仁良が社長に就任
- 1962年（昭和37年）
  - 10月 - 伊藤忠商事が当社の株主となり、提携する
  - 12月 - 伊藤忠商事と共同出資でスーパーマーケット「マックストア」を開業、1号店は淡路店
- 1965年（昭和40年）11月6日 - そごうと京都-阪神間での共同配送を開始
- 1965年（昭和40年）11月 - 本店（京都店）西館を増築、新宿丸物閉店
- 1966年（昭和41年）4月 - 近畿日本鉄道（現在の近鉄グループホールディングス）の資本参加を受け、近鉄グループの傘下に入る[23]
- 1967年（昭和42年）3月 - 株式会社新宿丸物を解散
- 1968年（昭和43年）4月 - 「マックストア」全店閉店
- 1969年（昭和44年）
  - 6月 - 「東京丸物」を閉店し、「株式会社東京丸物」が「株式会社パルコ」に商号変更
  - 11月23日 - 池袋パルコ開業。以後、セゾングループの一員として全国展開
- （10月以前）「八幡丸物」閉店
- 1972年（昭和47年）1月11日 - 三越との商品供給提携を開始
- 1973年（昭和48年）2月 - 「豊橋丸物」が傘下を離れ、セゾングループの西武百貨店と提携し「豊橋西武」に商号変更
- 1974年（昭和49年）
  - 1月 - 株式会社枚方丸物（資本金4億円、社長：永岡孝二）設立
  - 6月21日 - 京都店増築
- 1975年（昭和50年）4月 - 枚方市駅前のサンプラザビルに「枚方丸物」を開業

### 京都近鉄百貨店時代
- 1977年（昭和52年）
  - 5月27日 - 「株式会社丸物」を「株式会社京都近鉄百貨店」に、枚方丸物は「枚方近鉄百貨店」にそれぞれ商号変更
    - 丸物を名乗る百貨店はなくなる
    - 子会社「丸物フードサービス」を「丸物」に改称
    - 岐阜店は通称「岐阜近鉄百貨店」が用いられるようになる
    - 松菱・丸栄との商品券交流を取りやめ

  - 8月1日 - 三越や三越提携店との商品券交流を開始
  - 12月 - 岐阜店北西に専門店街「近鉄アミコ」開業
- 1978年（昭和53年）3月1日 - 滋賀県草津市「米善ビル」内に外商草津出張所を開設
- 1984年（昭和59年）
  - 11月1日 - KIPSクレジットカードの取扱開始
  - 12月1日 - 草津外商出張所を移転
- 1989年（平成元年）9月 - 滋賀県草津市にギフトショップ1号店を開業
  - 以後、京都府・滋賀県・岐阜県にギフトショップなどサテライト店舗を多数展開
- 1991年（平成3年）
  - 6月15日 - 京都近鉄百貨店 草津店（仮称）の出店を草津駅東口開発委員会が発表
  - 11月22日 :岐阜店の駐車場を倍増、「近鉄アミコ」を「イマージュ」として再開業
- 1995年（平成7年）3月4日 - 京都近鉄百貨店京都店を大規模に増床
- 1996年（平成8年）2月2日 - 近鉄百貨店、京都近鉄百貨店、近鉄不動産の3社が共同出資する「株式会社草津近鉄百貨店」（浅田直実社長）を設立
- 1997年（平成9年）9月5日 - 草津近鉄百貨店が草津駅前に開業
- 1998年（平成10年）9月1日 - 枚方近鉄百貨店が近鉄百貨店に吸収合併され、近鉄百貨店枚方店に商号変更
- 1999年（平成11年）
  - 4月26日 - 京都近鉄百貨店 岐阜店の閉店を発表
  - 9月30日 - 京都近鉄百貨店 岐阜店閉店
- 2000年（平成12年）
  - 3月25日 - 京都近鉄百貨店 京都店を全面改装し「プラッツ近鉄」として開業
  - 7月28日 - 京都近鉄百貨店 岐阜店の建物を取り壊し、跡地の1700㎡を16億5千万円で中日新聞社へ売却することが決定
  - 9月1日 - 近鉄商業開発を吸収合併し、「ラ・セレナ」「四日市スターアイランド」を運営開始
- 2001年（平成13年）2月28日 - 株式会社京都近鉄百貨店が株式会社近鉄百貨店を吸収合併し「株式会社近鉄百貨店」に商号変更

### 近鉄百貨店との合併以降
- 2001年（平成13年）
  - 3月1日 - 京都証券取引所が閉鎖され、株式会社近鉄百貨店は大阪証券取引所の単独上場となる
  - 6月28日 - 子会社「柳ヶ瀬ビル」が岐阜地方裁判所に破産を申し立てる
  - 7月 - 柳ヶ瀬ビルに入居していたファッションビル「イマージュ」閉鎖。近鉄流通グループ（近鉄百貨店グループ）の岐阜での事業が終焉
  - 9月末 - 中日新聞社に岐阜店の敷地を明け渡す
- 2005年（平成17年）7月29日 - 京都店の土地・建物をヨドバシカメラに売却
- 2006年（平成18年）3月9日 - 京都近鉄百貨店京都店で「京都駅前と丸物懐古展」を開催（15日まで）
- 2007年（平成19年）2月28日 - 京都店を閉店
- 2008年（平成20年）2月28日 - 京都店の建物解体が終了
- 2009年（平成21年）3月1日 - 近鉄百貨店が中部近鉄百貨店を吸収合併し、草津店も直営店となる
- 2010年（平成22年）11月5日 - ヨドバシカメラ・マルチメディア京都（京都ヨドバシ）開店
- 2012年（平成24年）2月29日 - 近鉄百貨店枚方店閉店。
  - 近鉄百貨店の運営する旧丸物の店舗が消滅。
- 2018年（平成30年）6月30日 - 19時を以て丸栄本店を閉店。
  - 引き続き法人は外商や不動産業務を行うが、系列百貨店は津松菱、近鉄百貨店草津店を残すのみとなる。
- 2020年（令和2年）2月21日 - 近鉄百貨店草津店が「地域共創型百貨店」としてリニューアル[24]

## かつて存在した店舗
丸物の屋号を使わなかった系列店については次節を参考のこと。

### 京都店

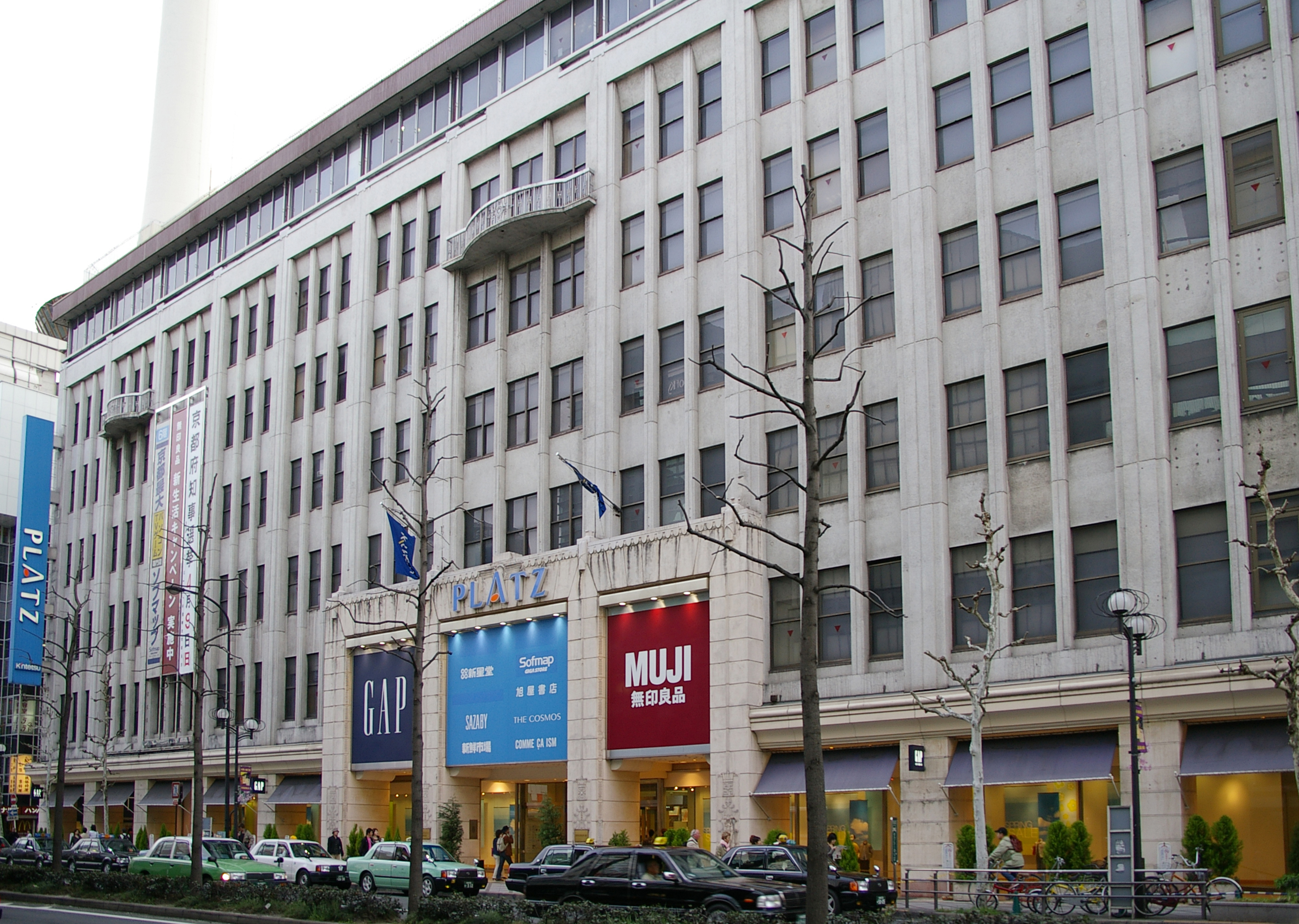
閉店前年の「プラッツ近鉄」

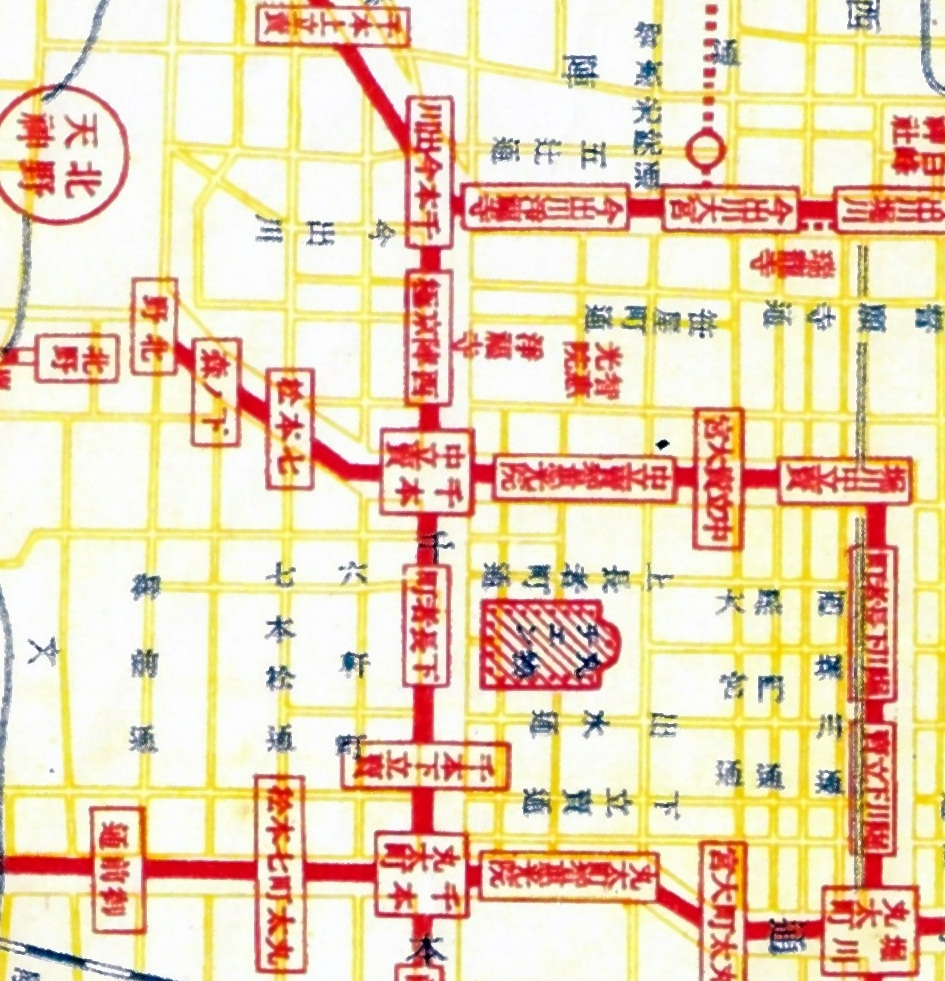
「丸物チエン」が西陣分店を表す。『市街電車案内図』（丸物、1931年）。

京都市下京区の京都駅烏丸口に立地していた。丸物時代、土地は東本願寺の借地であった。
京都物産館として開業した最初の店舗で、「京都近鉄百貨店」になった後も本店だった。しかし、「近鉄百貨店」との合併後は旧近鉄百貨店の阿倍野店（現在のあべのハルカス近鉄本店）が本店となったので、支店扱いの京都店となった。
近鉄百貨店阿倍野店や京都のほかの百貨店に比べ、庶民的な百貨店として親しまれた。京都駅前に立地していることを意図した「FRONT KYOTO まるぶつ」のキャッチコピーが掲げられてきたが、1977年に「丸物」から「京都近鉄百貨店」に変更されてから、やがて使われなくなった。1997年のジェイアール京都伊勢丹開業に備え、西側への増床を行って集客力が増加し、売上高は470億円（1996年2月期）を記録した。しかし、同店開業後は顧客を京都伊勢丹に大きく奪われ、後に若者向けの「プラッツ近鉄」に業態転換を図って業績が一時回復したものの、再度の売り上げ減少、130億円もの累積赤字を理由としてついに2007年に閉店に追い込まれた。
閉店後は百貨店化した際に建築した渡辺節設計の建物を取り壊し、2010年（平成22年）11月5日、跡地にヨドバシカメラ・マルチメディア京都（京都ヨドバシ）が開店している。京都ヨドバシの開店後もしばらくは「近鉄百貨店・丸物跡」と案内されていた。

#### 西陣分店
1929年（昭和4年）12月1日 、市内北部からの集客を図って上京区の西陣京極（千本下長者町下ル）に開業した。閉店時期は不明であるが、1951年発行の地図では「元丸物（当社のマーク）」と示されている。現在のうめざわ整骨院の北隣付近。

### ひらかた丸物

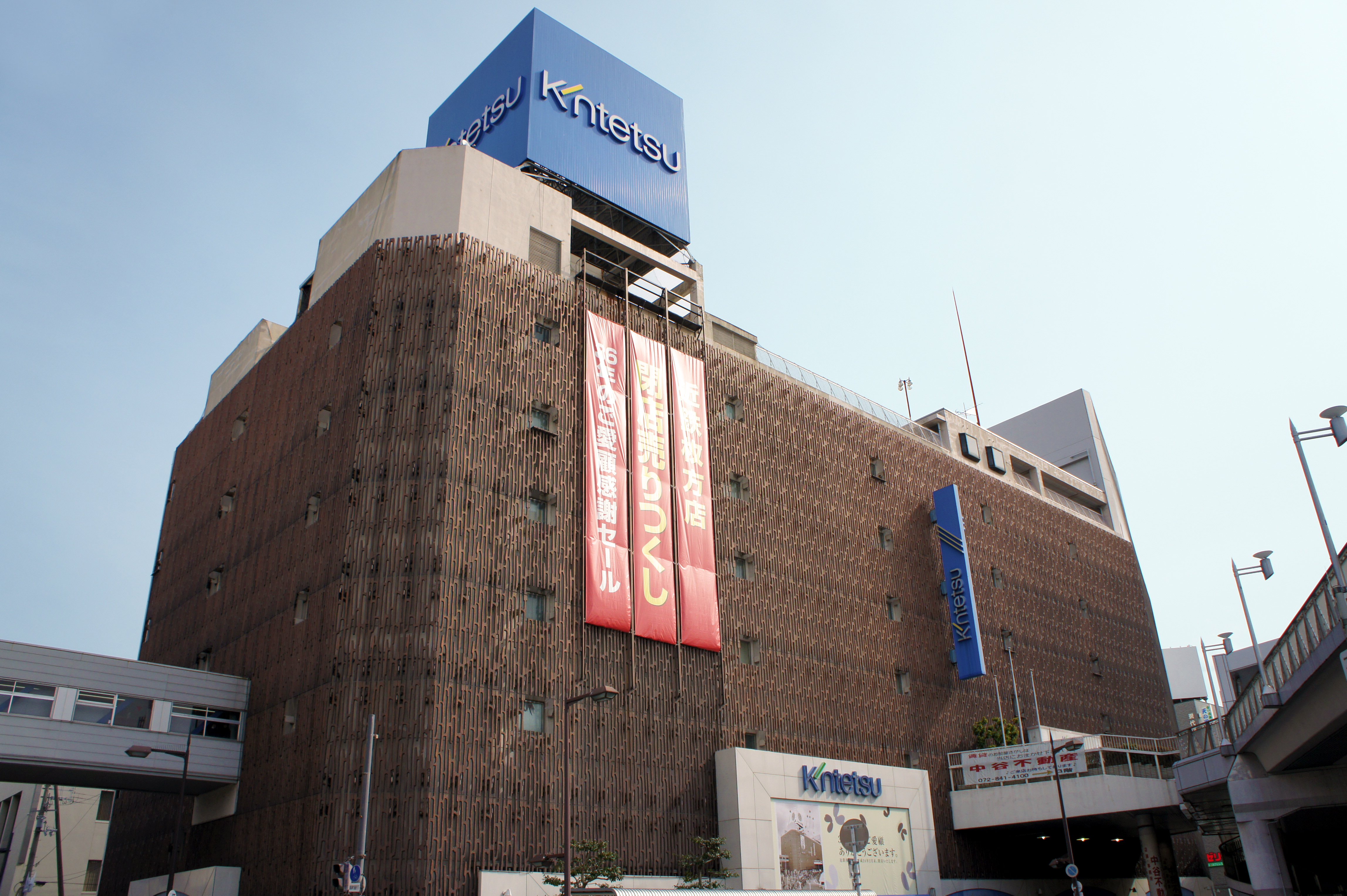
近鉄百貨店枚方店（元ひらかた丸物）

社名は枚方丸物で、店名のみ「枚方」をひらがな表記した。
創業者中林仁一郎社長の死後、長男・中林仁良社長の下で出店された唯一の丸物の店舗で、近畿地方（京都府外）では唯一の出店だった。既に「丸物」は近畿日本鉄道の出資を受けており、近鉄百貨店出身の永岡孝二が枚方丸物の社長を務めるなど近鉄流通グループの一員としての出店である。さらに、開業後2年足らずで丸物の店舗は全て近鉄百貨店に店名変更したため、丸物の名称を使用した期間は一番短い店舗となった。
当店の閉店をもって、近鉄百貨店の運営する丸物の店舗が消滅した。
- 大阪府枚方市岡東町12-2

#### 沿革
- 1975年（昭和50年）4月 - 枚方市駅前の「ひらかたサンプラザ」ビル2号棟に開業
- 1977年（昭和52年）5月 - 「枚方近鉄百貨店」に商号変更
- 1998年（平成10年）9月1日 - 枚方近鉄百貨店が近鉄百貨店に吸収合併され、近鉄百貨店枚方店に商号変更
- 2012年（平成24年）2月29日 - 閉店（近鉄百貨店の運営する旧丸物の店舗が消滅）

#### 閉店後の利用状況

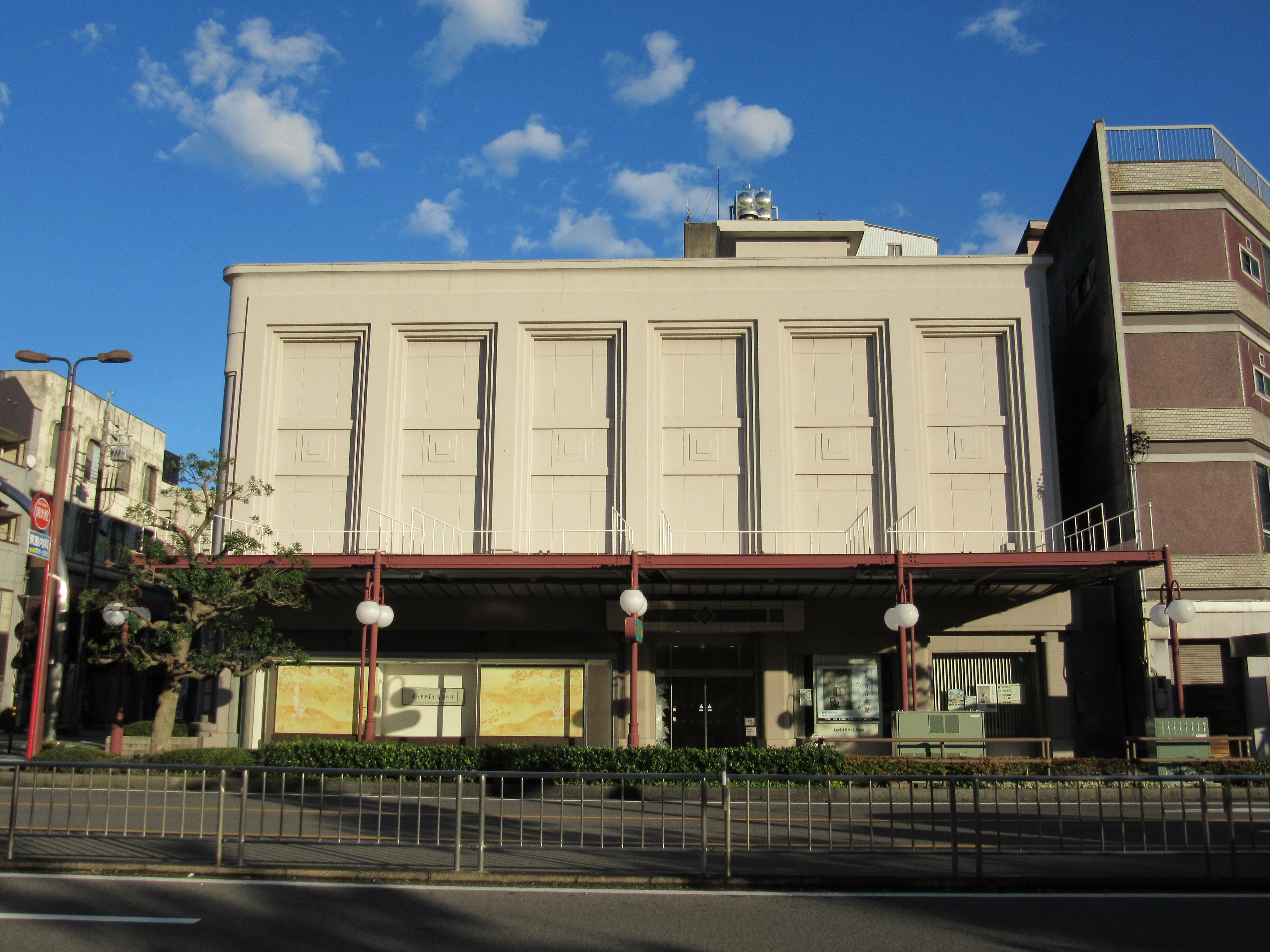
跡地にできた大垣市守屋多々志美術館

- 2016年（平成28年）5月16日 - 枚方T-SITE開業
  - 当時の建物は取り壊されており、現存しない。

### 岐阜店

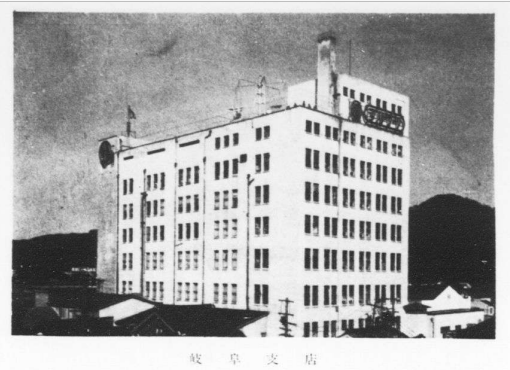
1950年代の様子

物産館時代に出店した比較的古い店舗であり、髙島屋の岐阜進出以降も「岐阜近鉄百貨店」などの愛称で地場百貨店のように親しまれた。しかし、郊外型商業施設や名古屋の百貨店との競争が激化し、1990年代に入ると赤字決算が続いた。柳ヶ瀬から岐阜駅の名古屋三越百貨店（当時）進出予定地への移転も構想されたが、2000年にはジェイアール名古屋タカシマヤの開業が控えていることもあり、さらなる業績悪化を懸念して閉店に至った。
1977年にはファッションビル「近鉄アミコ」を出店し、1991年には「イマージュ」と改称した。こちらは百貨店撤退後もいったん存続したが、近鉄百貨店に引き継がれた子会社でビルを運営していた「柳ヶ瀬ビル」倒産のため、2001年夏に閉鎖された。
解体された店舗の壁面の一部に、1945年（昭和20年）の岐阜空襲による煤けた跡が残っていたため、その部分は岐阜市平和資料室で保存している。
- 岐阜県岐阜市柳ヶ瀬

#### 沿革
- 1930年（昭和5年）6月 - 大垣共立銀行岐阜支店ビル（地上5階）の2階から5階を売り場とし京都物産館岐阜支店として開店する。
- 1931年（昭和6年） - 隣接する映画館旭座を買収して売り場を拡張する。
- 1931年（昭和6年）9月 - 「丸物」に商号変更する。
- 1938年（昭和13年） - 新館（地下1階地上8階塔屋1階、佐藤信次郎設計）を開場する。
- 1945年（昭和20年）7月9日 -空襲により被災する。
- 1945年8月 - 修繕を施し配給所とし、衣料、毛　布、石けん、砂糖などの日用品の配給業務と衣料・日用雑貨を仕入れて販売を行う。
- 1945年10月 - 3階まで復旧し、2階では占領軍兵士向けの物品を販売する。
- 1946年（昭和21年）3月 - 物々交換所を開場する。
- 1951年（昭和26年） - 全館百貨店として復旧する。
- 1972年（昭和47年） -大垣共立銀行岐阜支店ビル跡地に新館（地下1階地上8階塔屋3階）を開場する。
- 1977年（昭和52年）5月 - 「京都近鉄百貨店岐阜店」に商号変更する。
- 1977年（昭和52年）12月 - 専門店街「近鉄アミコ」開業。
- 1999年（平成11年）9月30日 - 閉店する。

#### 閉店後の利用状況
- 現在は岐阜中日ビル（中日新聞社 岐阜支社） 2004年（平成16年）6月竣工。

### 豊橋丸物
京都物産館が「物産館」を経て丸物となった年に、京都物産館と同様な業態の土産物店「物産館」を買収し、直営の豊橋支店として開業した。1950年に移転した際に分社化し、映画館の丸物会館が設置された
増床を繰り返しながら豊橋を代表する百貨店となったが、後述の丸栄が豊橋丸栄を出店後、店舗増床を訴える豊橋丸物は、京都の丸物本社と意見が対立した。西武百貨店と提携し「豊橋西武」となって丸物グループから離脱している。
しかし、アピタ、ジャスコ、イトーヨーカドーなどの郊外に進出した大型店の影響で売上が減少し、和田繁明率いる「ミレニアムリテイリング」のリストラで閉店に追い込まれた。跡地は地元ガス会社・サーラグループが複合施設「ココラフロント」運営している。
- 愛知県豊橋市駅前大通（豊橋駅前）

#### 沿革
- 1931年（昭和6年） - 豊橋市広小路にあった「物産館」を丸物豊橋支店とし、豊橋初の百貨店として開店
- 1950年（昭和25年）12月 - 「豊橋丸物」に分社化し、戦後の区画整理により駅前大通(現在のココラフロント・サーラタワー)に移転
- 1973年（昭和48年） - 店舗拡張に関する考えの相違から丸物を離れ、西武百貨店と提携し「豊橋西武」に商号変更
- 2003年（平成15年）8月10日 - ミレニアムリテイリングの合理化として川崎西武などと共に閉店

#### 閉店後の利用状況
- 2010年（平成22年）11月5日 ココラフロント（ホテル、オフィス、ショップなど）開業

### 大垣支店
地元ゼネコン土屋組（現在のTSUCHIYA）創業者の土屋伊作が創業した「マルイ百貨店」を1946年に直営化し、岐阜支店についで県内2店目として開設された店舗。「マルイ百貨店」開業前に大垣貯蓄銀行として建てられた建物を大垣共立銀行から賃借して営業していた。
丸物との提携解消後は再度別会社となり、何度も商号を変更しながら営業を継続し、1967年に名古屋鉄道系列の名鉄百貨店に買収された。「名鉄マルイ百貨店」として百貨店を名乗りながらもメルサ館内でブティックを営業するなど業態転換した。最盛期には大垣本店に加え、メルサ栄店、栄地下店、金沢店、多治見店、岡崎店の6店舗体制となった。しかし、最終的に名鉄グループの経営合理化の一環ですべて閉店した。
当時の建物は現在も引き続き大垣共立銀行が保有し、美術館として利用されている。

#### 沿革
- 「マルイ百貨店」として開店
- 1946年（昭和21年）12月21日 - 「丸物」大垣支店となる
- 1955年（昭和30年）12月4日 - 「丸物」大垣支店が閉店
- 「大ビル百貨店」として営業再開
- 「共営百貨店」に商号変更
- 1959年（昭和34年）6月27日 - 株式会社マルイ百貨店設立。
- 1967年（昭和42年）3月1日 - 名鉄百貨店と提携し、「名鉄マルイ百貨店」に商号変更[29]
- ファッションビル「名鉄サルビア」に商号変更
- 閉店

#### 閉店後の利用状況
- 大垣市守屋多々志美術館

### 舞鶴支店
戦後の営業規模拡充・強化の一環として大垣支店に続いて出店した。しかし、豊橋丸物の分社化などといった経営合理化の一環でたった3年5か月で閉鎖されてしまう。後年の「ひらかた丸物」より「丸物」として営業した期間は長いが、丸物が運営した百貨店では最も短命だった。
舞鶴市の商業地と言われる西舞鶴地区のマナイ商店街に立地しており、2021年現在も付近はアーケードに面している。
なお、平成初期には京都近鉄百貨店のギフトショップが同じ舞鶴市内に立地したが、こちらは東舞鶴駅前でまったく別の場所である。また、このようなギフトショップを除くと、京都市以外の京都府内で日本百貨店協会に加盟する百貨店が開設した百貨店は当店のみ。
- 京都府舞鶴市引土314

#### 沿革
- 1947年（昭和22年） 5月1日 - 舞鶴市・西舞鶴地区のマナイ商店街に開業
- 1950年（昭和25年）10月 - 経営合理化のため閉鎖

#### 閉店後の利用状況
- 3階建ての商業ビル

### 八幡丸物
戦災で焼失した「九州百貨店」を傘下に入れて再建した店舗で、近畿・東海・関東地方以外では唯一の店舗だった。
- 福岡県八幡市中央区（現在の北九州市八幡東区中央町）

#### 沿革
- 1932年（昭和7年） - 八幡市中央区（現在の北九州市八幡東区中央町）に「九州百貨店」として開店
- 1945年（昭和20年） - 戦災で焼失
- 1954年（昭和29年） - 「九州百貨店」を傘下に入れて「八幡丸物」として開業
- 1964年（昭和39年） - 旧九州百貨店の箇所（中央町3電停前）より、西中央公団住宅内テナントエリアに移転
- 1971年（昭和46年） - 閉店

法人格は丸物の子会社「丸物工器」や近畿日本鉄道と共同出資の「丸物近鉄工器」、「近創インテリア」を経て近鉄百貨店の子会社で内装工事などを行う株式会社近創として、現在も近鉄グループの一員として存続している。当店の閉店後、本社はいったん京都市へ移転したが、さらに大阪市に移転した。のちに京都にあった工場も大阪市住之江区に移転している。

#### 閉店後の利用状況
- 西中央公団住宅内のテナントエリアは閉店直後にユニードが出店して「ユニード八幡店」としてリニューアルされた。その後ダイエー八幡店やグルメシティ八幡店を経て、2009年（平成21年）10月末に閉鎖されて空き店舗となった。2021年（令和3年）から2022年（令和4年）6月の予定で西中央公団住宅そのものを取り壊している。

#### その他
- 丸物創業者の中林仁一郎は八幡出身という説がある[注 20]。

### 新宿丸物
区画整理で立ち退いた露天商などが開いた「新宿百貨店」（社長：斎藤林蔵）は地上3階・地下1階で延床面積1200坪と小規模なこともあって赤字が続いていた。このため、丸物が資本金や約1億円とされる負債の肩代わりと約200人の従業員の引継ぎを条件として買収し、東京進出1号店となった。
株式会社新宿丸物が運営する大衆百貨店として再オープンし、高級品は置かない戦略を取り、東京丸物開業までの間は社員養成にも使われることになった。しかし、ルーツの関係もあって入居していたストリップ劇場の『新宿ミュージックホール』を追い出せずに営業した為、「ストリップ劇場がある百貨店」となってイメージが低下した。さらに、営業面積も伊勢丹や当時あった三越新宿店より狭いこともあって売上が低迷し、10年ほどで閉店と会社清算に追い込まれた。
- 東京都新宿区新宿3丁目（靖国通沿い）

#### 沿革
- 1954年（昭和29年） - 新宿店の前身「新宿百貨店」が区画整理で立ち退いた露天商等によって開業
- 1955年（昭和30年）6月15日 - 「新宿百貨店」を買収し、新宿店「新宿丸物」となる
- 1955年（昭和30年）10月1日 - 「新宿丸物」開業。
- 1965年（昭和40年）11月 - 閉店。株式会社新宿丸物を解散

#### 閉店後の利用状況
- 伊勢丹新宿店 男の新館（現在はメンズ館）

### 東京丸物
民衆駅としての池袋駅ビルの建設を目的に設立された「池袋ステーションビル」に出資することで開店した。
着工前に買収できた為、新宿と異なり百貨店用のビルとして丸物側の主導で設計・建築され、そごう大阪店を評価した中林仁一郎が自宅に続いて、当店の設計も村野藤吾に任せた。壁面の彫刻や「夢の階段」と呼ばれる大階段がある壮麗な建物だった。
1966年（昭和41年）に赤字転落した2年後、西武鉄道に救済を求めた。そして、近鉄グループの丸物本体への資本参加後、リストラの一環として小佐野賢治の仲介で西武鉄道と同根のセゾングループへ売却されている。建物や法人を引き継いでパルコとなった。パルコへの改装時に西武池袋本店との連絡通路が館内に設けられた一方、彫刻などは無くなっている。
その後、法人名も「パルコ」とし、セゾングループから森トラスト、そしてJ.フロント リテイリングと経営主体も移行した。2020年（令和2年）に上場廃止したものの、企業も存続している。
- 設計：村野藤吾
- 施工：大林組
- 施工：鉄筋コンクリート造地上8階地下3階 塔屋3階

#### 沿革
- 1953年（昭和28年）2月 - 国電池袋駅ビルの建設を目的に池袋ステーションビル株式会社設立
- 1954年（昭和29年）10月 - 池袋ステーションビルに資本参加し、事業目的をステーションビル運営から百貨店業に変更
- 1957年（昭和32年）5月 - 「池袋ステーションビル株式会社」を「株式会社東京丸物」に商号変更
- 1957年（昭和32年）12月 - 「東京丸物」開業（専務店長新藤石松）
- 1958年（昭和33年） - 「東京丸物」建物完成（設計村野藤吾）
- 1966年（昭和41年） - 赤字転落
- 1968年（昭和43年） - 西武鉄道に協力要請
- 1969年（昭和44年）6月 - 閉店（営業本部長：増田通二）

#### 閉店後の利用状況
- 1969年（昭和44年）11月23日 - 池袋パルコ本館として開業
- 1970年（昭和45年）4月 - 「株式会社東京丸物」が「株式会社パルコ」に商号変更、以後は全国展開

## かつての系列百貨店

### 三星

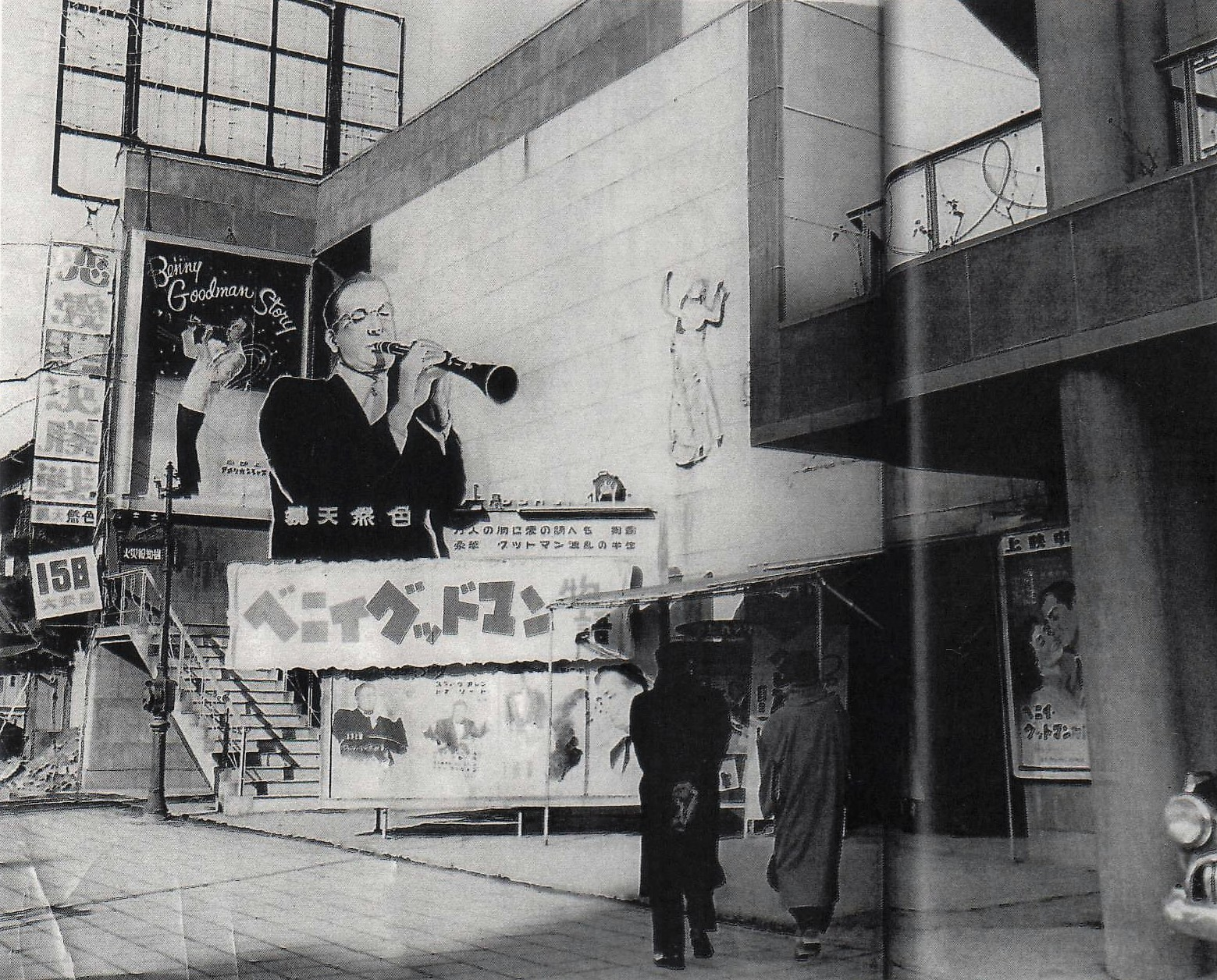
丸栄ピカデリー劇場（1956年頃）

大谷家の大谷瑩昭や名古屋五摂家・松坂屋当主を退いた伊藤家の伊藤次郎左衛門の協力で中林仁一郎が設立し、事実上「丸物」の名古屋進出として開業したが、「丸物」の名称は使われず、「三星」として開店した。
開店して数年で第2次世界大戦に突入し、戦時中の統合令で目の前にあった名古屋の老舗呉服店をルーツとする「十一屋」と対等合併して「丸栄」となった。しかし、中林仁一郎が初代社長となり、その後もその子息が社長を務めるなど「丸物」側の影響が強かった。当店（名古屋丸栄表記）や丸物の各店に加え、後述の「（浜松・沼津）松菱」「津松菱」や「甲府松菱」も合わせ、「10都市を結ぶ躍進まるぶつ」として雑誌の裏表紙に広告を出したこともある
丸栄はその後「丸物」のライバル・髙島屋と提携してハイランドグループに加盟したほか、豊橋丸栄を出店した。しかし、業績不振に悩み、京王百貨店との業務提携を行ったほか、豊橋丸栄の運営から撤退し、中林家とオーナーが縁戚関係にある興和の完全子会社となったものの、2018年に閉店した。法人は存続し、外商営業とインターネット販売、不動産事業を行っているが、これで中林仁一郎が出店した丸物直系で業態転換していない百貨店は消えた。
- 愛知県名古屋市中区栄三丁目3番1号

#### 沿革
- 1937年（昭和12年）9月26日 - 名古屋市に 株式会社三星設立
- 1939年（昭和14年）5月20日 - 名古屋市に百貨店三星（みつぼし）を開店（十一屋と広小路通を挟んだ向い側）
- 1943年（昭和18年）8月27日 - 十一屋と三星との対等合併により資本金3,100千円で株式会社丸栄を設立

以後は「丸栄#沿革」を参照。

#### 閉店後の利用状況
丸栄本館は2018年9月に解体開始、2020年解体完了。跡地に建設される商業施設は地元の要望により、丸栄の屋号を受け継いだ「Maruei Galleria（マルエイ ガレリア）」の名称で、大和ハウスリアルティマネジメントが2022年3月31日に開業した。なお、同施設は暫定施設であり、2027年以降に本格的な再開発が行われる。

### 松菱

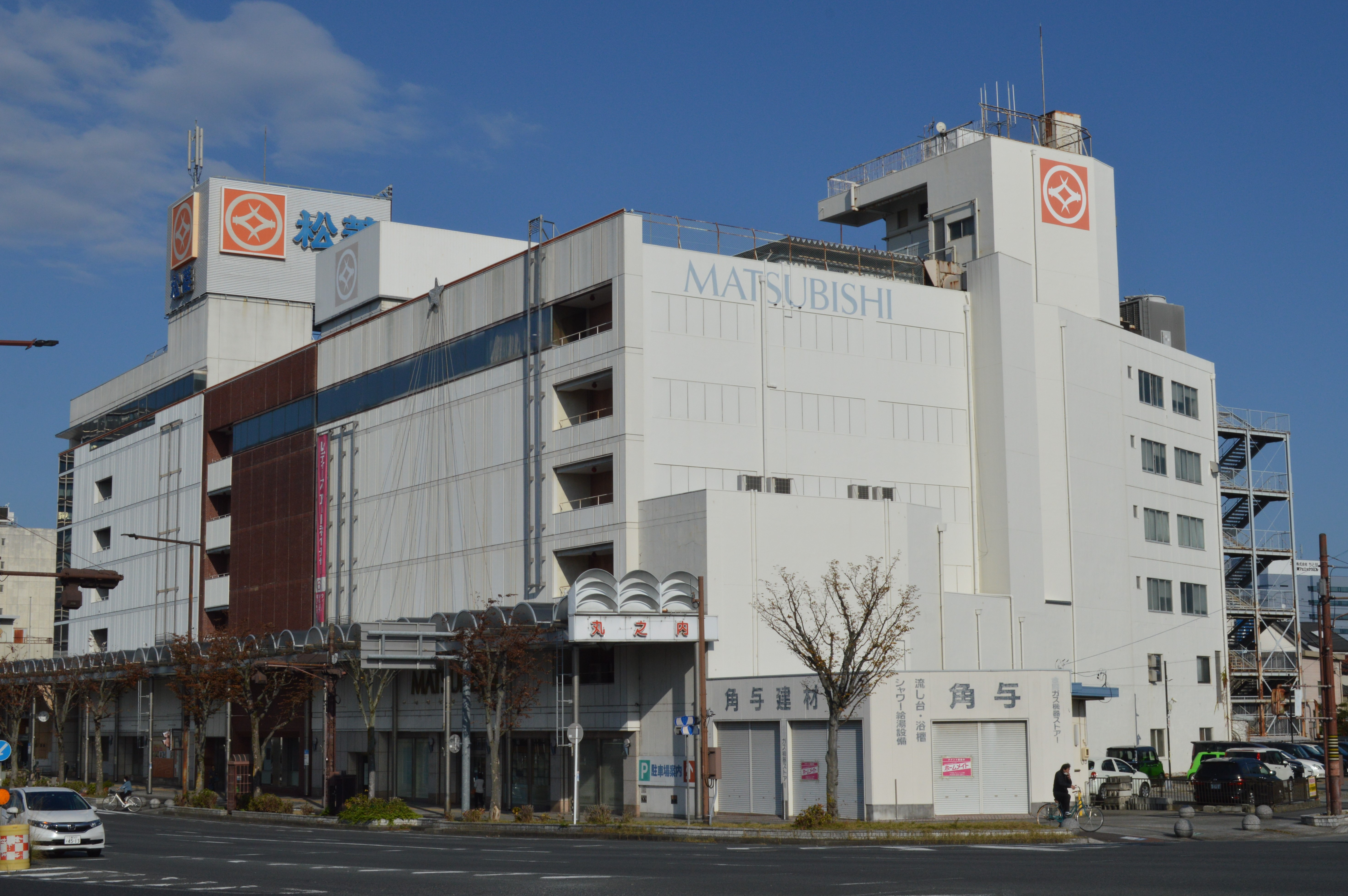
津松菱

中林仁一郎の実弟で、ともに京都物産館や丸物の創業に携わった谷政二郎が経営に関与していた。先述のように共同で広告を出すなどの関係もあった。
- 松菱 - 谷政二郎が設立した[39]浜松市の百貨店だったが、2001年（平成13年）11月14日に経営破綻した。なお、当初は京都・四条河原町で出店する予定だったが、諸事情で浜松に変更した。
- 津松菱 - 松菱が戦後に旧・大門百貨店を支援して「松菱」を名乗った。現在も谷政二郎の子孫が経営を行うほか、単に「松菱百貨店」というと当店を指すようになった。近鉄百貨店四日市店（後述）と共に三重県に残る百貨店は2つとも丸物や京都近鉄百貨店との関わりがある。
- 山交百貨店 - 松菱が出資する「甲府松菱」として開業したが、山梨交通を傘下に持つ国際興業の資本参加でグループを離脱した。2019年（令和元年）閉店。
- 松菱マート -「丸物」の兄弟会社の三都が豊島区北大塚にあった白木屋デパートの分店跡地を買収して1956年（昭和31年）10月に売場面積約900坪で「松菱ストアー」を開業した。しかし、1959年（昭和34年）11月29日に閉店した[40]。その後、谷政二郎の一族が管理する大塚ビルとなったが、転売を経て[41][42]、2017年に解体された[43]。

#### 現況
企業・建物とも津松菱のみが現存している。

### 草津近鉄百貨店

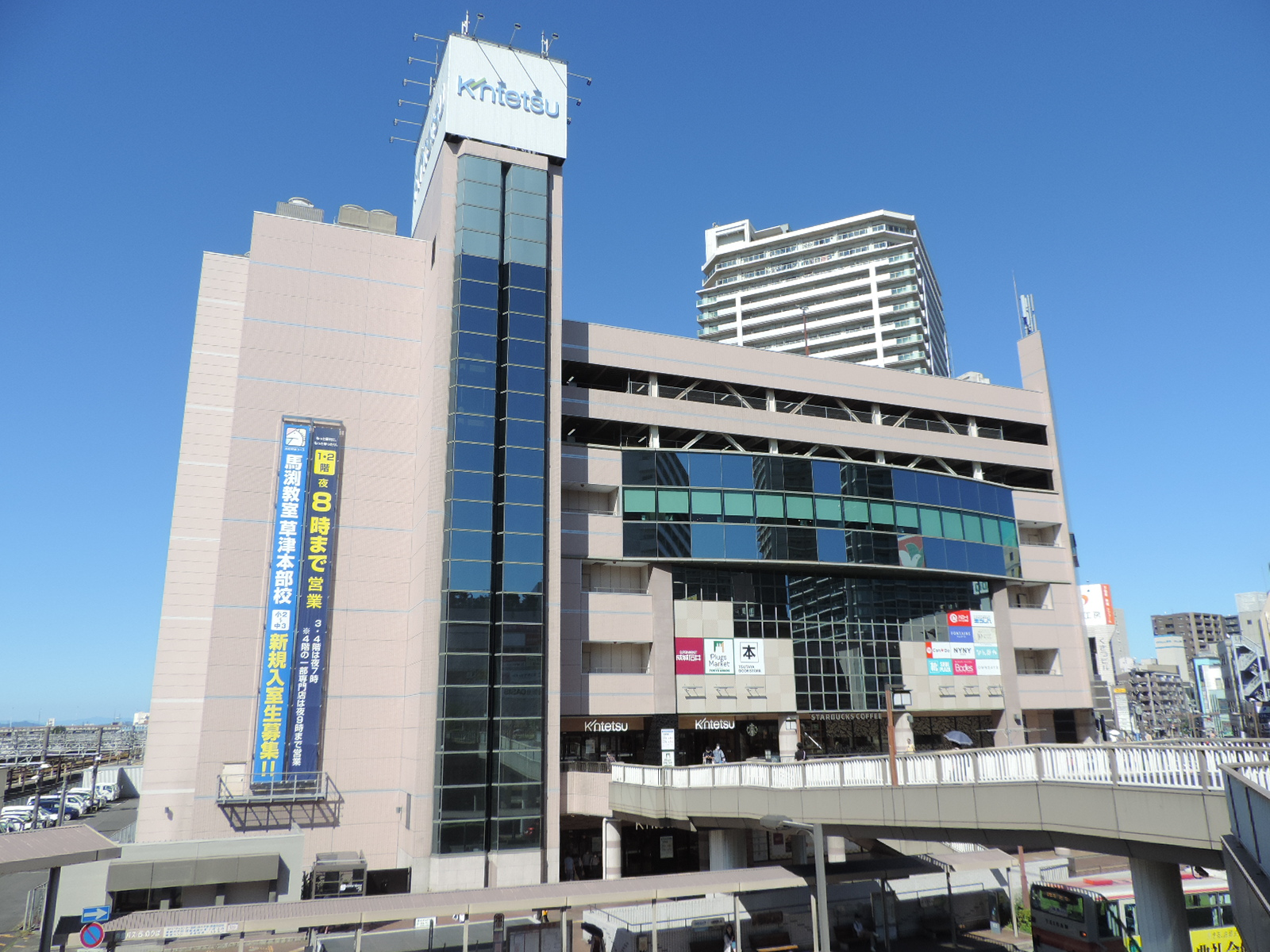
現在の近鉄百貨店草津店

丸物が改称した京都近鉄百貨店は京都店・岐阜店ともギフトショップの出店に乗り出し、1989年（平成元年）に滋賀県草津市に滋賀県内1号店を出店した 。その2年後の1991年（平成3年）に京都近鉄百貨店 草津店（仮称）の出店が明らかになるが、バブル崩壊の影響もあって1993年（平成5年）4月の決算発表で出店断念を表明する。しかし、社内での駆け引きで出店断念が撤回されたほか、駅により近い場所が草津市から提供されたため、京都近鉄百貨店が近鉄百貨店や近鉄不動産と共同出資の草津近鉄百貨店を設立し、1997年（平成9年）9月5日に開業した。
開業当初は京都近鉄百貨店のクレジットカード「カトレヤカード」が使用でき、丸物時代からの京都店・岐阜店と一体運営されていた。しかし、2003年（平成15年）の中部近鉄百貨店との運営会社の合併を経て、京都店閉店後の2009年（平成21年）より近鉄百貨店の直営店となった。丸物時代の系列店と合わせても、百貨店業態で残るのは先述の津松菱と当店のみである。

#### 現況
- 現在も黒字店として存続しており、2020年（令和2年）8月30日に西武大津店が閉店して以来、県内唯一の百貨店となっている。

## 関連する人物

### 歴代社長
橋本達吉が1977年5月に京都近鉄百貨店として初の社長に就任して以降、現在の近鉄百貨店社長・秋田拓士に至るまで、一部を除いて2期4年の社長任期が定例化している。
- カッコ内は就任期間。代数は丸物創業時より通しで数える。

#### 丸物社長
- 初代：中林仁一郎（創業 - 1960年4月） - 他に丸栄社長などを務めた
- 2代：中林仁良（1960年4月 - 1977年5月）- 丸物、及び中林家出身者として最後の社長。

#### 京都近鉄百貨店社長
- 3代：橋本達吉（1977年5月 - 1981年5月） - 京都近鉄となってからは初の社長。大阪電気軌道出身で、中林仁良と二人三脚で丸物の再建に取り組んだ。
- 4代：佐藤恕（1981年5月 - 1985年5月） - 東京近鉄百貨店の初代社長
- 5代：若林誠郎（1985年5月 - 1989年5月）- 中林仁良以来、久々に丸物生え抜きの人材となる。
- 6代：井上素夫（1989年5月 - 1993年5月）- 元・近鉄松下百貨店社長。井上以降、近鉄百貨店時代の飯田圭児に至るまで、全ての社長が旧・近畿日本鉄道百貨店部出身である。
- 7代：髙田多喜男（1993年5月 - 1997年5月） - 近鉄百貨店阿倍野店リニューアルオープンの立役者ともいわれた。
- 8代：稲垣繁男（1993年5月 - 1997年5月） - 1957（昭和32）年近畿日本鉄道入社、85年に近鉄百貨店取締役、常務、専務、副社長を経て、96年から副社長。
- 9代：小山禎三（1999年5月 - 2001年2月） - 岐阜店の閉鎖が決定後、近鉄百貨店副社長から京都近鉄百貨店最後の社長に就任した。

### 社長以外の役員
- 上山善紀 - 元取締役。近畿日本鉄道ほか近鉄グループ代表者で、近鉄百貨店会長も務めた。
- 田中太郎 - 元取締役。近鉄百貨店（旧法人）最後の社長であるとともに、京都近鉄合併後の近鉄百貨店（新法人）で初の社長となった。

### その他の主な出身者
- 梨本徳彦 - 臣籍降下後の一時期、東京丸物に勤務していた。
- 鈴木貞夫 - 一橋大学出身で元・東京丸物社員。近鉄グループ入りする前の1964年に退社し、サンチェーン（ローソンの前身の一つ）設立にかかわった。

## 関連会社

### 京都近鉄百貨店の関連会社
草津近鉄百貨店、京近土地と京都近鉄商事を除いて、1985年2月期現在の情報。
- 草津近鉄百貨店 - 当社が33.3％を出資。中部近鉄百貨店との合併を経て、2009年に近鉄百貨店へ吸収合併された。
- 京近土地 - 東本願寺（大谷派本廟維持財団）が1992年に京都本店の土地を近鉄グループに売却し、その保有のために設立された。2001年2月28日付で当社（京都近鉄百貨店→近鉄百貨店）と共に大阪市阿倍野区に本社を移転するが、近畿日本鉄道が吸収合併し、ヨドバシカメラに買収される2005年まで近畿日本鉄道が土地を保有した。
- 京都近鉄商事 - 1999年12月17日に設立された人材派遣会社。そのまま近鉄百貨店に引き継がれた。
  - 2003年5月24日から現社名「Kサポート」、2004年8月1日に大阪市阿倍野区松崎町へ本社移転。2021年に近鉄百貨店上本町店へ再度本社移転。
- 枚方近鉄百貨店（旧・ひらかた丸物） - 25%のみ出資し、近畿日本鉄道の持分法適用会社。
- 丸物不動産 - 近鉄百貨店に引き継がれたが、枚方店閉店後の2012年8月20日に決算結了。
- 桃山城 - 当社が一部出資し、伏見桃山城キャッスルランドを2003年まで運営していた。近畿日本鉄道（現・近鉄グループホールディングス）の連結子会社だった。

## 丸物ゆかりの企業

### 株主
- 古荘本店 - 熊本県の地方財閥ながら戦前は各地の百貨店・製造業への出資を積極的に行っていた。
  - 白木屋 (デパート) - 古荘本店の出資を受けた百貨店。創業者は京都出身、他地方（大阪など近畿地方）への出店後、規模縮小、電鉄資本（東急グループ）の買収と丸物との共通点が多い。本店は東急百貨店日本橋店となった。
  - 東急百貨店 - 日本橋店は1999年1月31日に閉店したが、法人格は白木屋のものを引き継ぐ。
- 伊藤忠商事 -1962年から近鉄グループの資本参加まで筆頭株主だった。
  - 丸越 - 伊藤忠商事が一時期出資していた百貨店だが、こちらは名古屋鉄道との共同経営を行った。現在の金沢丸越百貨店（金沢エムザ）。

### 提携先
- そごう - 村野藤吾の設計した店舗の存在、本店（大阪店→心斎橋本店）を含む大半の店舗が売却・閉鎖に追い込まれるなど共通点が多い。
  - 水島廣雄 - 中林仁一郎と同様に強力な社長で、急激な多店舗展開を推進した。当社との業務提携を快諾した。
  - 神戸阪急 - 旧・そごう神戸店。丸物の3店舗（京都・岐阜・ひらかた）同様、電鉄系百貨店「阪急百貨店」にリブランドされた。
- 三越 - 京都近鉄百貨店が近鉄百貨店ほか近鉄流通グループ、松菱・津松菱とともに提携した。ただし、枚方は丸物→近鉄百貨店と競合した。

### 後身各社
- 近鉄百貨店 - かつて「丸物」だった「京都近鉄百貨店」の債務超過を解消しながら上場を維持する為、旧「近鉄百貨店」が吸収合併される形式（逆さ合併）となったので、登記上は「丸物」を継承し、企業沿革も「丸物」がメインである。
  - 京都店・枚方店を直営店として運営した。
  - 四日市店 - 1988年まで運営していた四日市近鉄百貨店は「京都近鉄百貨店」の株主となった時期がある。
  - 草津店 - 「京都近鉄百貨店」子会社の「草津近鉄百貨店」による開業で、2009年に直営化した。京都近鉄系列で唯一現存する。
- パルコ - 「東京丸物」を西武百貨店（セゾングループ）が買収した。社長となった増田通二がファッションビルへ業態転換を図り、池袋パルコ本館は「東京丸物」の建物も引継いだ。現在は丸物のライバルだった「大丸」などを運営する「J.フロント リテイリング」の傘下。
  - 全国展開しており、岐阜店の近隣に岐阜パルコ（閉店済）、丸栄の近い名古屋・矢場町に名古屋パルコ、そごう心斎橋本店の跡地に心斎橋パルコなどを出店した。